# Saint-André (Tarn)
Saint-André è un comune francese di 106 abitanti situato nel dipartimento del Tarn nella regione dell'Occitania.

## Società

### Evoluzione demografica
Abitanti censiti